# Orophia zernyi
Orophia zernyi is een vlinder uit de familie grasmineermotten (Elachistidae). De wetenschappelijke naam is voor het eerst geldig gepubliceerd in 1942 door Szent-Ivany.
De soort komt voor in Europa.